# Sven Mende
Sven Lars Marten Mende (* 18. Januar 1994 in Göppingen) ist ein deutscher Fußballspieler.

## Karriere

### Verein

#### Anfänge
Sven Mende wechselte, nachdem sein Talent in der Bambini-Mannschaft des TV Jebenhausen entdeckt wurde, zur F-Jugend des VfB Stuttgart. Nach einem Jahr in der E-Jugend des SC Geislingen kehrte Mende zum VfB Stuttgart zurück.
Am 28. Juli 2012 gab Sven Mende am 2. Spieltag der Saison 2012/13 für den VfB Stuttgart II in der 3. Fußball-Liga beim 3:1-Auswärtssieg gegen Kickers Offenbach sein Profidebüt.
Mende wechselte am 24. Januar 2013 zum Karlsruher SC. Dort kam er bis zum Ende der Saison 2012/13 in der A-Jugend (U-19) in der A-Jugend-Bundesliga zum Einsatz, bevor er ab der Saison 2013/14 für die zweite Mannschaft (U-23) in der fünftklassigen Oberliga Baden-Württemberg auflief.

#### Hamburger SV
Zur Saison 2014/15 folgte Mende seinem Trainer Josef Zinnbauer und wechselte in die zweite Mannschaft (U-23) des Hamburger SV. Er führte die Mannschaft, die 14 Spiele gewann und dreimal unentschieden spielte, als Kapitän zur Herbstmeisterschaft. Aufgrund seiner guten Leistungen durfte er unter Zinnbauer, der mittlerweile die erste Mannschaft übernommen hatte, am Wintertrainingslager der Profis in Dubai teilnehmen. Am 22., 23. und 25. Spieltag stand Mende erstmals im Kader zu einem Bundesligaspiel, kam aber nicht zum Einsatz. Unter den späteren Trainern Peter Knäbel und Bruno Labbadia folgten keine weiteren Kadernominierungen mehr. Insgesamt kam Mende auf 29 Regionalligaeinsätze und erreichte mit der U23 den dritten Tabellenplatz.

#### SV Wehen Wiesbaden
Zur Saison 2015/16 wechselte Mende in die 3. Liga zum SV Wehen Wiesbaden. Er erhielt einen Zweijahresvertrag bis zum 30. Juni 2017. Dort debütierte er gleich am ersten Spieltag beim 0:0-Unentschieden gegen die Würzburger Kickers, als er 16 Minuten vor Spielende für Luca Schnellbacher eingewechselt wurde.

#### VfB Lübeck
Ende August 2016 wechselte Mende in die Regionalliga Nord zum VfB Lübeck. In der Saison 2019/20 stieg er mit dem VfB in die 3. Liga auf. Die Saison wurde im März aufgrund der COVID-19-Pandemie unter- und später abgebrochen, als der VfB nach 25 Spielen auf dem 1. Platz stand. Mende hatte bis dahin 24 Spiele (22-mal von Beginn) absolviert und 2 Tore erzielt. In der Saison 2020/21 absolvierte Mende 30 Drittligaspiele (23-mal von Beginn), stieg mit dem VfB aber wieder in die Regionalliga Nord ab. Am Saisonende verließ er den Verein nach knapp 5 Jahren mit seinem Vertragsende.

#### Über Schalke zurück nach Hamburg
Zur Saison 2021/22 wechselte Mende zur zweiten Mannschaft des FC Schalke 04. Dort kam er 30-mal in der Regionalliga West zum Einsatz. 
Nach einem Jahr in Gelsenkirchen kehrte Mende vor der Saison 2022/23 nach Hamburg zurück und schloss sich der zweiten Mannschaft des FC St. Pauli an.

### Nationalmannschaft
Am 12. Mai 2010 debütierte Mende für die deutsche U-16-Nationalmannschaft gegen Dänemark. Mit der deutschen U-17 wurde Sven Mende bei der U-17-Europameisterschaft 2011 Vize-Europameister und erreichte bei der U-17-Weltmeisterschaft 2011 den dritten Platz. Am 29. Februar 2012 gab Mende gegen die Niederlande sein Debüt für die U-18-Nationalmannschaft von Deutschland.